# Bottyánfalva
Bottyánfalva románul: Botinești, falu Romániában, a Bánságban, Temes megyében.

## Fekvése
Lugostól északkeletre fekvő település.

## Története
Bottyánfalva nevét 1514-1516 között említette először oklevél Bothnest néven.
1779-ben Botinyest, 1808-ban Bottinest, Botinesti, 1888-ban  Bottinyest, 1913-ban Bottyánfalva néven volt említve.
A trianoni békeszerződés előtt Krassó-Szörény vármegye Facseti járásához tartozott.
1910-ben 538 lakosából 537 román volt. Ebből 537 görög keleti ortodox volt.

## Források

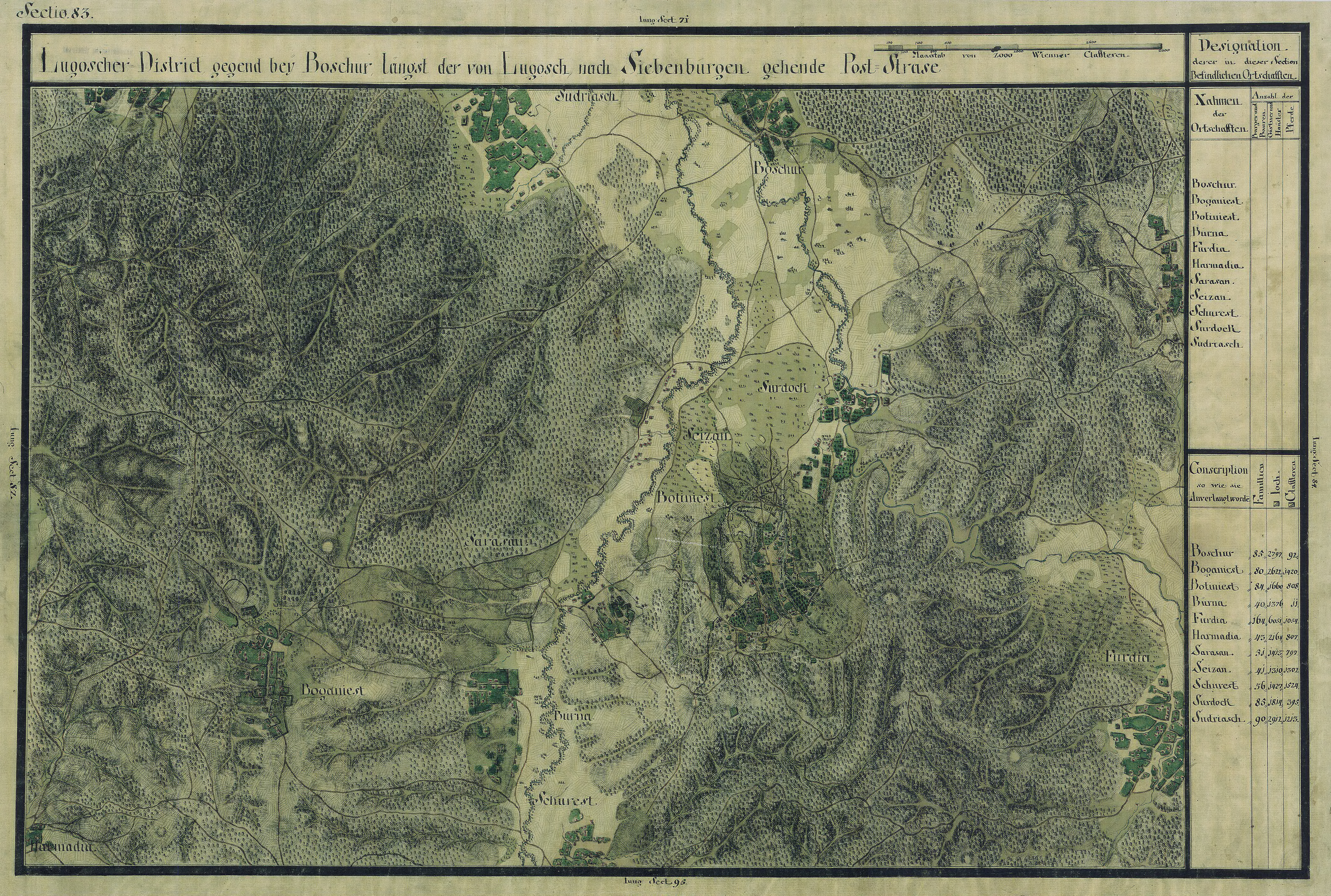
Bottyánfalva egy régi térképen